# Viaduto Guadalajara
O Viaduto Guadalajara é um viaduto localizado na região do centro expandido de São Paulo, Brasil.
O viaduto situa-se na região do distrito do Belém, próximo ao centro da cidade, e liga o Largo Ubirajara ao Largo São José do Belém, junto à igreja homônima, passando sobre a Radial Leste e os trilhos das linhas 3–Vermelha do Metrô, 11–Coral e 12–Safira do Trem Metropolitano. Tem 461 metros de extensão e pista com 24 metros, que permite o tráfego nos dois sentidos. A obra custou quatro milhões de cruzeiros e consumiu 5.319 metros cúbicos de concreto, seiscentas toneladas de ferro, 6,5 mil metros quadrados de formas, 5,6 mil metros quadrados de pavimentação, 5,6 mil metros de gradil de ferro e 95 toneladas de estacas pré-moldadas, com 5 568 metros.
A inauguração do viaduto ocorreu em 16 de agosto de 1970 e contou com a presença do embaixador e do cônsul mexicanos, pois o nome da obra homenageava a cidade de Guadalajara, capital do Estado de Jalisco, no México, que tinha sido sede dos jogos do Brasil pela Copa do Mundo de 1970, realizada dois meses antes. Segundo o jornal Diário Popular, a cidade "acolheu com tanto entusiasmo e incentivo a seleção brasileira". Os diplomatas estrangeiros agradeceram, em nome de seus compatriotas, pela homenagem em um "viaduto daquele porte", e, em seguida, centenas de pombos foram soltos em revoada, enquanto o grande público presente gritou "México! México! México!".
A previsão inicial era de que cerca de oito mil veículos circulassem pelo viaduto por hora, evitando a longa espera que havia antes para cruzar os trilhos da RFFSA (atuais linhas 11 e 12).